# Morten Vang Simonsen
Morten Vang (født 31. marts 1990 i Sorø) er en dansk skuespiller.
Han fik en rolle i tv-serien Rita, som Ritas ældste søn, Ricco.
Siden har han bl.a medvirket i serien Dicte og i filmen Sommeren '92, hvor han spillede landsholdsspilleren Henrik Andersen.
I 2019 spillede han rollen som kommunisten John Hansen i SVT serien Vår tid är nu, som vistes på DR under titlen Familien Löwander.
Han er uddannet skuespiller ved Högskolan för scen och musik vid Göteborgs universitet i 2018.

## Roller

### Serier
| År   | Titel         | Rolle        |             |
| ---- | ------------- | ------------ | ----------- |
| 2012 | Rita          | Ricco Madsen | sæson 1,2,3 |
| 2014 | Dicte         | Jannik Riise | sæson 2     |
| 2018 | Greyzone      | Mats Nyberg  |             |
| 2019 | Vår tid är nu | John Hansen  | sæson 3     |
| 2020 | Amningsrummet | Simon        |             |

### Film
| År   | Titel       | Rolle           | Noter |
| ---- | ----------- | --------------- | ----- |
| 2015 | Sommeren 92 | Henrik Andersen |       |
| 2021 | Dag for dag | Mats            |       |

### Teater
| År   | Titel                     | Rolle             | Teater         | Instruktør           |
| ---- | ------------------------- | ----------------- | -------------- | -------------------- |
| 2014 | Snedronningen             | Kay               | Republique     | Martin Tulinius      |
| 2017 | Ankomst,Afsked            | Toby              | Husets Teater  | Jens Albinus         |
| 2018 | Damphjerte                | Fyren             | Aveny-T        | Amanda Linnea Ginman |
| 2019 | Stolthet og fordom        | Elizabeth Benneth | Teater Halland | Anna Sjövall         |
| 2020 | En plads i solen          | Henning Brøndum   | Svalegangen    | Simon Boberg         |
| 2021 | Leka är Lag               | Loppan            | Teater Halland | Anna Ulén            |
| 2022 | De försvunna barnens skog | Roy               | Teater Halland | Anna Sjövall         |
| 2022 | Debut                     | Teddy             | Teater Halland | Carl Olof Berg (sv)  |